# Liacarus zachvatkini
Liacarus zachvatkini är en kvalsterart som beskrevs av Kulijev 1962. Liacarus zachvatkini ingår i släktet Liacarus och familjen Liacaridae. Inga underarter finns listade i Catalogue of Life.